# Juglans olanchana
Juglans olanchana es una especie de árboles de la familia Juglandaceae, muy estrechamente relacionada con los demás nogales de América como el nogal negro norteamericano y el nogal andino. Sus nombres comunes son nogal, cedro nogal y cedro negro. Esta especie suele ser confundida con el cedro amargo de la familia Meliaceae que posee apariencia similar, pero este posee hojas paripinnadas, no tiene frutos carnosos y posee una copa menos densa que J. olanchana.

## Descripción
Árbol semicaducifolio monóico de hasta 40 metros de alto y 1.5 metros de diámetro, de tronco cilíndrico y recto, ramas desde los 4 metros de alto. Con corteza color pardo o gris, con grietas longitudinales profundas y desprendimiento de escamas en ejemplares viejos.
Hojas imparipinadas de entre 21 y 33 cm de largo y 11 y 25 cm de ancho, 15 a 21 foliolos alternos lanceolados e entre 3 y 13.6 cm de largo y 1.9 y 3.3 cm de ancho. Los foliolos jóvenes presentan margen aserrado, las hojas adultas presentan margen muy ligeramente aserrado. Floración Inflorescencia masculina en amento, inflorescencia femenina en espiga axilar, tanto las flores masculinas como las femeninas dispuestas en posición irregular en el eje.

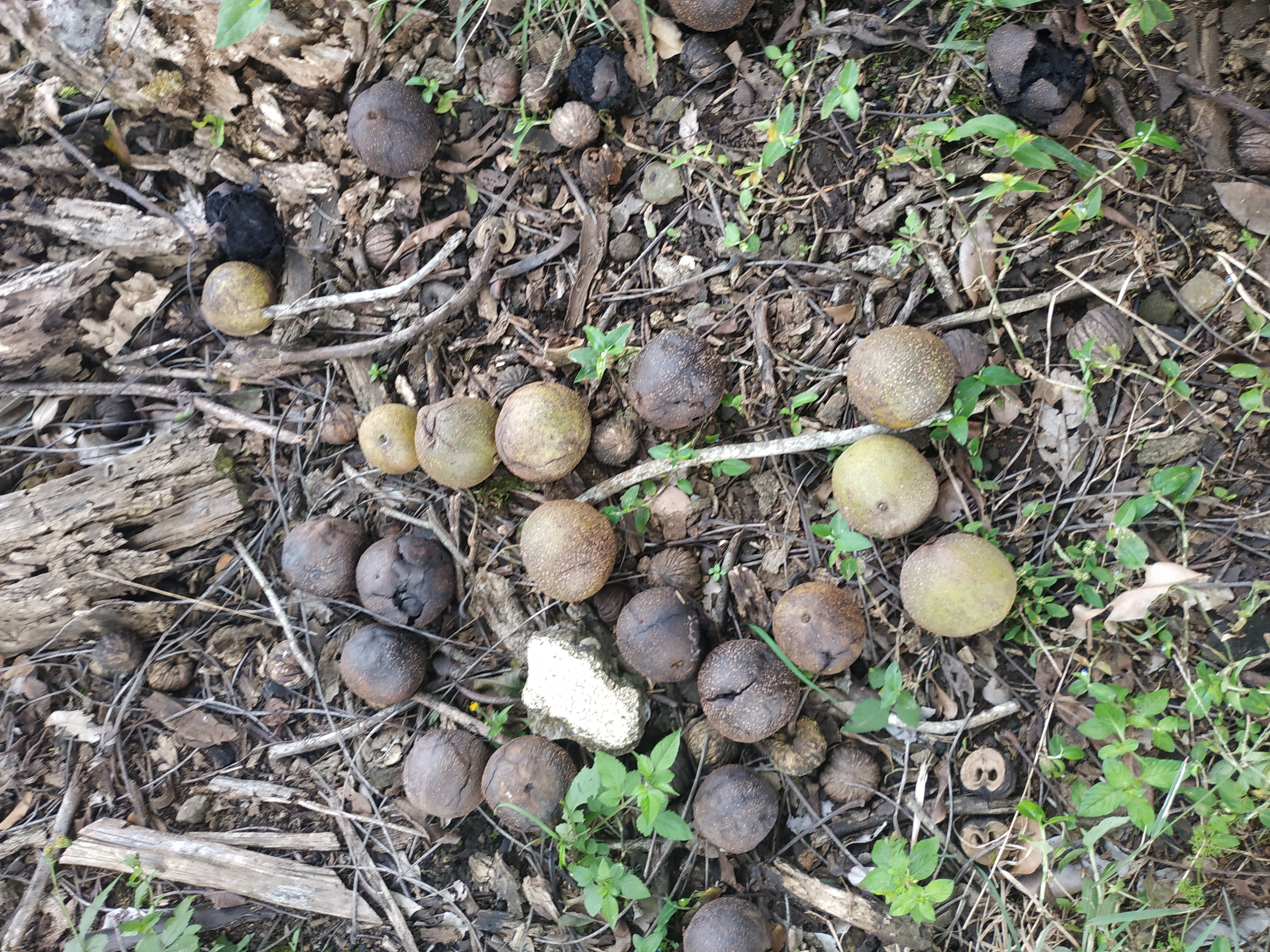
Frutos en distintos estados de descomposición.

Los frutos son drupas ligeramente ovaladas ásperas de entre 3.7 y 5.8 cm de largo y 3.2 a 5.4 cm de ancho, verrugosas, verde claro cuando inmaduras, de verde oscuro cuando maduras. Son carnosas y poseen mucho líquido con alta concentración de taninos y juglona. El mesocarpo se degrada con los días liberando un líquido muy oscuro, quedando solo el endocarpo de la fruta. El endocarpo muy duro y grueso de 3.7 de largo y 3.9 de ancho en promedio, posee una semilla aceitosa comestible en su interior.

## Distribución
Es una especie que crece a altitudes de entre 0 y 1500 m s. n. m. Es una especie muy adaptable, crece en zonas con precipitaciones anuales desde los 1000 mm anuales, pero puede crecer en zonas con precipitaciones superiores a 3000 mm. Crece bien en suelos profundos rocosos o limosos arenosos en los bancos de ríos y quebradas pero puede crecer en suelos arcillosos y limo-arcillosos. Es originaria de América Central desde el centro de México hasta el norte de Nicaragua, incluyendo Guatemala, El Salvador y Honduras. Se encuentra naturalizado y ampliamente extendido en Costa Rica. En Panamá está introducido en las zonas montañosas fronterizas con Costa Rica.

## Subespecies
Esta especie posee dos poblaciones separadas catalogadas como subespecies distintas:
- J. olanchana var. Standleyi – Presente en el estado de Colima en México.[4]
- J. olanchana var. Olanchana – Presente en el sur del estado de Veracruz en México, Guatemala, El Salvador, Honduras y Nicaragua.[3]

## Usos
El principal uso de esta especie es para aprovechamiento de su madera. Esta posee características idóneas como grano fino, buena dureza y es fácil de trabajar. Se utiliza para fabricación de muebles, tablas, culatas de rifles y construcción, sin embargo es susceptible al ataque de insectos.
Sus semillas son comestibles al igual que las de las demás especies de nogal, sin embargo no se suelen usar para consumo.